# Serrodes subumbra
Serrodes subumbra là một loài bướm đêm trong họ Erebidae.